# سيسيل جاي راي
سيسيل جاي راي (بالإنجليزية: Cecil J. Wray)‏ هو محامي نيوزيلندي، ولد في 1867، وتوفي في 1955.

## وصلات خارجية
- سيسيل جاي راي على موقع أوليمبيديا (الإنجليزية)